# Kono danshi, ningyo hiroimashita.

Isaki e Shima

Kono danshi, ningyo hiroimashita (この男子、人魚ひろいました。? lett. "Questo ragazzo ha accolto una sirena") è un anime OAV ideato e diretto da Soubi Yamamoto, regista di videogiochi dating sim shōnen'ai. Uscito in edizione OAD il 9 novembre 2012 per il mercato nipponico, è il secondo episodio della serie Konodan (abbreviazione di "questo ragazzo"), iniziata con l'anime Kono danshi, uchu-jin to tatakaemasu.. La serie, dopo essere proseguita con un terzo capitolo in formato drama CD, è tornata in versione anime con l'OAD Kono danshi, sekika ni nayandemasu (この男子、石化に悩んでます ?) 

## Trama
Shima sta fissando il mare dopo aver preso parte al commovente funerale del nonno, quando le ceneri del defunto gli sfuggono i mano e precipitano in acqua. Il ragazzo si tuffa, ma non sa nuotare; a salvarlo è un giovane che si rivela poi essere un tritone.
Per dimostrargli la sua riconoscenza Shima lo invita a casa e da allora Isaki, così ha infatti battezzato il suo salvatore, non lascia più il ragazzo. I due trascorrono una comune vita a due, libera dagli adulti, dato che Shima – i cui genitori hanno divorziato con violenza e malo modo – viveva solo col nonno.
Nonostante la frizzante presenza dell'uomo pesce, curioso verso tutto il mondo terrestre, Shima non riesce a dimenticare il tutore defunto e spesso le sue notti trascorrono in un pianto  inarrestabile; il ragazzo però, chiuso nel suo dolore, non lascia trasparire alcuna emozione quando in presenza d'altri. Solo l'influenza di Isaki evitano a Shima di logorarsi in un dolore sterile e ben presto il ragazzo recupera vitalità e gioia di vivere.
A malincuore, allora, il tritone capisce di aver terminato il suo compito e di dover tornare tra i flutti del mare; un giorno, senza dire nulla all'amico, si reca alla spiaggia per nono fare più ritorno.
Shima, però, capisce subito e corre a cercare l'amico. Disperato, si butta in mare, col rischio di annegare, ed è solo l'intervento di Isaki a salvarlo, di nuovo. Spiegatisi i due appianano ogni incomprensione e decidono di tornare a vivere assieme, inoltre tra i due emerge finalmente il sentimento romantico malcelato da entrambi durante il periodo di convivenza. Adesso, i due possono finalmente vivere con sincerità e senza ombre assieme.

## Personaggi
Shima Kawauchi (川内 洲?, Kawauchi Shima)
Doppiato da Yuuki Kaji
Rimasto traumatizzato in tenera età dai litigi dei genitori cui ha assistito, ha recuperato la sua serenità e la sua infanzia solo dopo essere stato preso in carico dal nonno. Dopo la morte di questi, Shima perde perciò in un colpo la voglia di vivere e la speranza per il futuro, tanto era importante per lui la compagnia del tutore.
La depressione che lo affligge non gli impedisce tuttavia di dimenticare le buone maniere e si dimostra sempre un ragazzo cortese ed ospitale, soprattutto verso Isaki.
Isaki (イサキ?)
Doppiato da Hikaru Midorikawa
Tritone e, per sua stessa ammissione, “angelo custode” di Shima. Isaki, svela infatti all'ospite di osservarlo da lungo tempo ormai e di essere sempre stato particolarmente sensibile alle sue lacrime. Il nome che gli dà Shima è un riferimento ai pesci della famiglia 'Haemulidae'.
Gen Kawauchi (川内 源?, Kawauchi Gen)
Doppiato da Tomomichi Nishimura
È il defunto nonno di Shima. Si è preso cura di suo nipote dopo il divorzio dei suoi genitori.
Kusatsu (草津?)
Doppiato da Junta Terashima
È un compagno di classe e amico di Shima. Normalmente tende ad invitare Shima al karaoke, ma rifiuta sempre.
Kozuma (小綱?)
Doppiata da Megumi Tōda
È una delle compagne di classe di Shima.
Funairi (舟入?)
Doppiato da Yurika Fukuyama
È un altro dei compagni di classe di Shima.
Furue (古江?)
Doppiato da Takashi Miyamoto
È un altro dei compagni di classe di Shima.

## Colonna sonora
La canzone principale dell'anime, che accompagna il finale ed i titoli di coda è Umi yori Aoku (letteralmente "Più blu del mare") cantata da Hikaru Midorikawa.